# فيل برانش
فيل برانش هو لاعب كرة قدم كندية كندي، ولد في 6 نوفمبر 1932 في هندرسون في الولايات المتحدة.

## وصلات خارجية
- فيل برانش على موقع JustSportsStats.com (الإنجليزية)